# Космос-2142
Космос-2142 је један од преко 2400 совјетских вјештачких сателита лансираних у оквиру програма Космос.
Космос-2142 је лансиран са космодрома Плесецк, СССР, 16. априла 1991. Ракета-носач Космос је поставила сателит у орбиту око планете Земље. Маса сателита при лансирању је износила 810 килограма. Космос-2142 је био војни навигациони сателит.